# Jésus de Montréal
Pour plus de détails, voir Fiche technique et Distribution.
Jésus de Montréal est un film franco-québécois réalisé par Denys Arcand, sorti en 1989.

## Synopsis
Le curé d'un sanctuaire et d'un lieu de pèlerinage (qui n'est pas nommé mais ressemble fortement à l'oratoire Saint-Joseph) engage le jeune comédien Daniel, nouvellement de retour à Montréal, afin de monter une version rafraîchie de la Passion du Christ dans les jardins de ce lieu de culte. Ce dernier réunira une petite troupe de comédiens et en fera une interprétation libre, grandiose et sensible. Lors d'une représentation, des forces de l'ordre interviennent et la lourde croix tombe sur lui. Daniel est transporté en ambulance à «l'Hôpital St.-Marc», un endroit bondé et impitoyable, mais n'y reçoit aucun soin. Il quitte l'hôpital en état de choc et descend dans le métro. Inquiets, deux condisciples l'accompagnent... Daniel, en train de mourir, tient un dernier discours sur l'amour humain qui reste si inaccessible aux gens et qui finit par les tuer : «C'est le manque d'amour qui tue les gens», dit-il. Daniel perd encore connaissance dans le métro. Il est reçu avec humanité et professionnalisme à l'hôpital juif, mais il est trop tard. Ses condisciples donnent «son corps» aux fins de la transplantation. Hautement symbolique, un homme reçoit le cœur et une femme les yeux.

## Fiche technique
Sources : IMDb et Films du Québec
- Titre original : Jésus de Montréal
- Réalisation et scénario : Denys Arcand
- Musique : Yves Laferrière, François Dompierre et Jean-Marie Benoît
- Directeur artistique : François Séguin
- Costumes : Louise Jobin (en)
- Maquillage : Micheline Trépanier
- Coiffure : Janick Roda
- Photographie : Guy Dufaux
- Son : Claude La Haye (en), Patrick Rousseau, Marcel Pothier, Hans Peter Strobl
- Montage : Isabelle Dedieu
- Film d'animation : François Aubry
- Production : Roger Frappier, Pierre Gendron
- Société de production : Max Films Productions, Gérard Mital Productions
- Société de distribution : Max Films distribution
- Budget : 4,2 millions $ CA
- Pays de production :  Canada |  France
- Tournage :  du 24 juillet au 23 septembre 1988, durant 45 jours, à Montréal
- Langue originale : français
- Format : couleur — 1.85:1 — son Dolby numérique
- Genre : drame
- Durée : 119 minutes
- Dates de sortie :
  - France : 15 mai 1989 (première mondiale au Festival de Cannes 1989)
  - Canada :
    - 15 mai 1989 (sortie en salle au Québec)
    - 9 novembre 2004 (DVD)
- Classification :
  - Québec : 13 ans et plus[2]

## Distribution
- Lothaire Bluteau : Daniel Coulombe (Jésus)
- Catherine Wilkening : Mireille
- Johanne Marie Tremblay : Constance Lazure
- Rémy Girard : Martin
- Robert Lepage : René
- Gilles Pelletier : frère Raymond Leclerc
- Yves Jacques : Richard Cardinal (gérant d'artistes / avocat)
- Boris Bergman : Jerzy Strelisky (ex-amant de Mireille)
- Marie-Christine Barrault : madame Fameuse, actrice célèbre
- Judith Magre : madame Célèbre, actrice fameuse
- Claude Léveillée : historien de la vie de Jésus
- Jean Marchand : vulgarisateur scientifique
- Marcel Sabourin : spectateur conspirationniste
- Paule Baillargeon : femme dans la bibliothèque
- Cédric Noël : acteur vendu (pub « l'homme sauvage »)
- Pauline Martin : chroniqueuse radio
- Véronique Le Flaguais : animatrice télé
- Jean-Louis Millette : mari de l'animatrice et co-animateur
- Monique Miller : agente
- Christine Ann Atallah : chanteuse d'opéra
- Valérie Gagné : chanteuse d'opéra qui auditionne pour la pub de bière
- Gaston Lepage : guide / gardien de sécurité
- Pascal Rollin : homme dans la pub de parfum
- Marc Messier : John Lambert
- Roy Dupuis : Marcel Brochu (policier de la SPCUM)
- Claude Blanchard : François Bastien (policier de la SPCUM)
- Denys Arcand : juge
- Andrée Lachapelle : psychologue
- Denis Bouchard : ambulancier
- Ron Lea : médecin
- Tom Rack : médecin
- Isabelle Truchon : blonde à Richard
- Barbara Arsenault : jumelle Pomerleau 1 (blonde à John Lambert)
- Nancy Arsenault: jumelle Pomerleau 2  (blonde à John Lambert)
- Sylvie Drapeau : spectatrice
- Lisette Guertin : spectatrice qui demande qu'on laisse finir les acteurs
- Bob Della Serra : colosse qui empoigne le gardien et fait tomber la croix
- Anna-Maria Giannotti
- Dominique Quesnel
- Jean Marchand
- Gisèle Trépanier

## Commentaires
Le film établit un parallèle frappant entre la vie de Daniel, le jeune metteur en scène, et la vie de Jésus. De nombreuses scènes de l'Évangile sont ainsi reproduites dans le Montréal de la fin du XXe siècle. On retrouve, transposés, tous les épisodes marquants de la vie du Christ, comme le Baptême, la Tentation du Christ, la critique des pharisiens, les miracles, la résurrection. Ce film est une réflexion sur la souffrance humaine qui résulte d'un manque d'amour. 
Le protagoniste démontre une sincérité touchante dans ses relations humaines avec les autres acteurs.
Ce qu'il est et ce qu'il interprète se mêleront en une parabole actuelle d'un Jésus moderne, que Daniel incarnera lui-même, de manière troublante, dans sa propre vie, son propre destin, voire sa propre résurrection.[réf. nécessaire]

## Distinctions
- Prix du jury au Festival de Cannes 1989.
- Prix du jury œcuménique au même festival.
- Prix Génie du meilleur film canadien en 1990.
- Grand Prix Hydro-Québec au Festival du cinéma international en Abitibi-Témiscamingue de 1989.
- Meilleur long métrage de fiction lors de l'édition 1989 de l'Atlantic Film Festival (en).